# Formiana dentilineata
Formiana dentilineata är en fjärilsart som beskrevs av W. Warren 1895. Formiana dentilineata ingår i släktet Formiana och familjen mätare. Inga underarter finns listade i Catalogue of Life.